# Astochia metatarsata
Astochia metatarsata är en tvåvingeart som först beskrevs av Becker och Stein 1913.  Astochia metatarsata ingår i släktet Astochia och familjen rovflugor. Inga underarter finns listade i Catalogue of Life.